# Jean V. de Hénin
Jean V. de Hénin (* 9. August 1499 in Boussu; † 12. Februar 1562 daselbst) aus dem Haus Hénin war der Sohn von Philippe de Hénin, Seigneur de Boussu, und Catherine de Ligne.

## Leben
Bereits 1511, also 12-jährig, erbte er den Besitz seines Vaters, Boussu, Blaugies und Gammerages (Galmaarden), als dieser im Krieg zwischen Karl von Egmond, Herzog von Geldern, und Kaiser Maximilian vor Venlo fiel. 1531 wurde er in den Orden vom Goldenen Vlies aufgenommen. In dieser Zeit heiratete er Anna von Burgund (die Ehe bestand bereits am 29. März 1532), die Tochter von Adolf von Burgund, Herrn zu Beveren, Erbin von Beurvry, Choques und La Fosse und Witwe von Jakob III., Graf von Horn. 1555 wurde er zum niederländischen Grafen von Boussu ernannt., 1558 zum niederländischen Staatsrat. Darüber hinaus war er Vogt von Valenciennes.

## Familie
Jean de Hénin und Anna von Burgund hatten neun Kinder:
- Philippe, † 1542
- Antoine, † 1535
- Charles, † 1560
- Maximilien, † 1578, 1562 2. Comte de Boussu, 1567 Statthalter von Holland, Westfriesland und Utrecht, 1570 Admiral, 1557 spanischer Gouverneur von Geldern und Zutphen, Staatsrat und niederländischer kommandierenden General, 1578 Gouverneur von Brüssel,
- Jacquot, † klein
- Éléonore, † 1583
- Antoine, † nach 1581, Apostolischer Protonotar
- Jacques, † 1618, 1. Marquis de Veere, Grand Bailli von Aalst, 1617 Grand Bailli von Gent
- Jean, 1575 Seigneur de Haussy

Darüber hinaus hatte Jean einen unehelichen Sohn von einer unbekannten Frau, Jean Bâtard de Boussu, dessen Legitimation durch den Papst 1555 durch Spanien anerkannt wurde.
Jean V. de Hénin und Anna von Burgund wurden in Boussu bestattet.

## Weblink
- Beschreibung des Mausoleums Jean de Hénins und Anne de Bourgognes (frz.)

| Personendaten    | Personendaten     |
| ---------------- | ----------------- |
| NAME             | Hénin, Jean V. de |
| KURZBESCHREIBUNG | Comtes de Boussu  |
| GEBURTSDATUM     | 9. August 1499    |
| GEBURTSORT       | Boussu            |
| STERBEDATUM      | 12. Februar 1562  |
| STERBEORT        | Boussu            |